# Alexander Amisulashvili
Alexander Amisulashvili (né le 20 août 1982) est un footballeur international géorgien.

## Palmarès
- Championnat de Géorgie : 2003 et 2016
- Coupe de Géorgie : 2016